# Ridge Racer (jeu vidéo, 2011)
Ridge Racer est un jeu vidéo de course développé par Cellius et édité par Namco Bandai Games, sorti en 2011 sur PlayStation Vita.
Il comporte un mode solo ainsi que deux modes multijoueur (local et en ligne) jusqu'à huit joueurs.

## Système de jeu
Ce nouveau Ridge Racer reste fidèle à la série en conservant la technique du drift.

## Développement
Le développement de Ridge Racer est pour la première fois évoqué en juin 2011 au salon international du jeu vidéo E3.
Dans une interview accordée à la sortie du jeu au magazine Famitsu, le directeur du studio Cellius annonce que le développement de Ridge Racer n'aurait en réalité commencé qu'au printemps 2011 : le jeu aurait donc été réalisé en quelques mois seulement.

## Accueil
Les premiers tests du jeu sont unanimes : le jeu est considéré comme médiocre par les sites internet spécialisés. Pour Gamekult, il s'agit d'un mauvais jeu, et il en est de même pour les testeurs de Jeuxvideo.fr, selon lesquels Ridge Racer est un jeu à éviter.
Le rendu graphique est très décevant, eu égard aux capacités techniques de la PlayStation Vita, et le nombre d'images par seconde (framerate) est plutôt bas, ce qui nuit considérablement au plaisir de jeu et à la fluidité des courses.